# Neemias (telessérie)
Neemias é uma minissérie brasileira de drama histórico, originalmente lançada em 30 de setembro de 2024, pela plataforma de streaming Univer Vídeo. Produzida e exibida pela Record, em parceria com a Seriella Productions, estreando primeiro no streaming no dia 30 de setembro de 2024.
É um spin-off de A Rainha da Pérsia e tem roteiro de Raphaela Castro e Cristiane Cardoso, com direção de Felipe Cunha. A trama protagonizada por Mario Bregieira segue a história de Neemias, personagem bíblico conhecido por sua liderança na reconstrução dos muros de Jerusalém.

## Enredo
Neemias serviu como copeiro do rei persa Artaxerxes I e ficou conhecido por liderar a reconstrução das muralhas de Jerusalém. Naquele tempo, os muros e portões representavam a proteção e a honra de uma cidade. O spin-off destacará a relevância dessa missão, os desafios enfrentados por Neemias, as festividades judaicas, e a separação dos estrangeiros para preservar a fé e evitar a idolatria, entre outras tramas.

## Elenco
| Intérprete           | Personagem                  |
| -------------------- | --------------------------- |
| Mario Bregieira      | Neemias                     |
| Guilherme Boury      | Hataque                     |
| Miguel Venerabile    | Shacar                      |
| Bernardo Mesquita    | Hanani                      |
| Flávio Pardal        | Ananias                     |
| Camila Lorenzo       | Elza                        |
| Tatsu Carvalho       | Sambalate                   |
| Homero Ligere        | Tobias                      |
| Felippe Salve        | Gesém                       |
| Frederico Wolkmann   | Joanã                       |
| Ricardo Lyra Jr      | Secanias                    |
| Rodrigo Vidal        | Baruch                      |
| Enzo Ciolini         | Artaxerxes I, Rei da Pérsia |
| Esther de Oliveira   | Damáspia/ Ariana            |
| Hall Mendes          | Esdras                      |
| Fernanda Junqueira   | Hannah                      |
| Wolney Oliveira      | Zabai                       |
| Roberta Teixeira     | Amyiah                      |
| Nathalia Nieman      | Tirzah                      |
| Enzo Barone          | Zayin                       |
| Fifo Benicasa        | Semaías                     |
| Bruna Pinheiro       | Malka                       |
| Wagner Brandi        | Meetabel                    |
| Jefferson da Fonseca | Salum                       |
| Karina Amorim        | Sheifá                      |
| Bianca Palheiras     | Arevute                     |
| Rafael Coimbra       | Perez                       |
| Mario Hermeto        | Eliasibe                    |
| Suzana Abranches     | Zahara                      |
| Leopoldo Rodriguez   | Joiada                      |
| Hugo Carvalho        | Jônatas                     |

### Participações especiais
| Intérprete          | Personagem                        |
| ------------------- | --------------------------------- |
| Francisca Queiroz   | Artemísia I, Sátrapa de Cária     |
| César Cardadeiro    | Dario, Príncipe da Pérsia         |
| Carlo Porto         | Xerxes I, Rei da Pérsia / Assuero |
| Nathalia Florentino | Ester, Rainha da Pérsia / Hadassa |
| Caetano O’Maihlan   | Artabano                          |
| André Bankoff       | Mordecai                          |
| Nara Marques        | Profetisa Noadia                  |
| Berg Paiva          | Hasbadana                         |
| Jonathan Floriano   | Parnak                            |

## Exibição
Foi transmitida na Record entre os dias 7 e 11 de abril de 2025, substituindo a reprise de Gênesis e sendo substituída por Até Onde Ela Vai, sendo a 19ª produção da emissora desde a retomada da dramaturgia em 2010.

## Audiência
Em sua estreia, a trama registrou 3,7 pontos de audiência, ficando no terceiro lugar no IBOPE. O último episódio registrou o maior índice da série com 4,5 pontos e fechou na vice-liderança. Teve média geral de 4,1 pontos.